# Электроника 12-41А
«Электроника 12-41А» (также «Альфа-Электроника 12-41А») — электронные часы производства Рижского завода полупроводниковых приборов (РЗПП). От других электронных часов, выпускавшихся в 1980-х годах, выгодно отличаются низкой ценой (23 советских рубля — дешевле, порядка 16 рублей, в тот период стоил лишь конструктор для самостоятельной сборки часов «Старт 7176»), привлекательным внешним видом. Указанные факторы быстро сделали часы этой модели весьма популярными, что обусловило выживаемость значительного количества их экземпляров в музеях и частных коллекциях в наши дни. Выпуск часов продолжался до середины 1990-х годов.

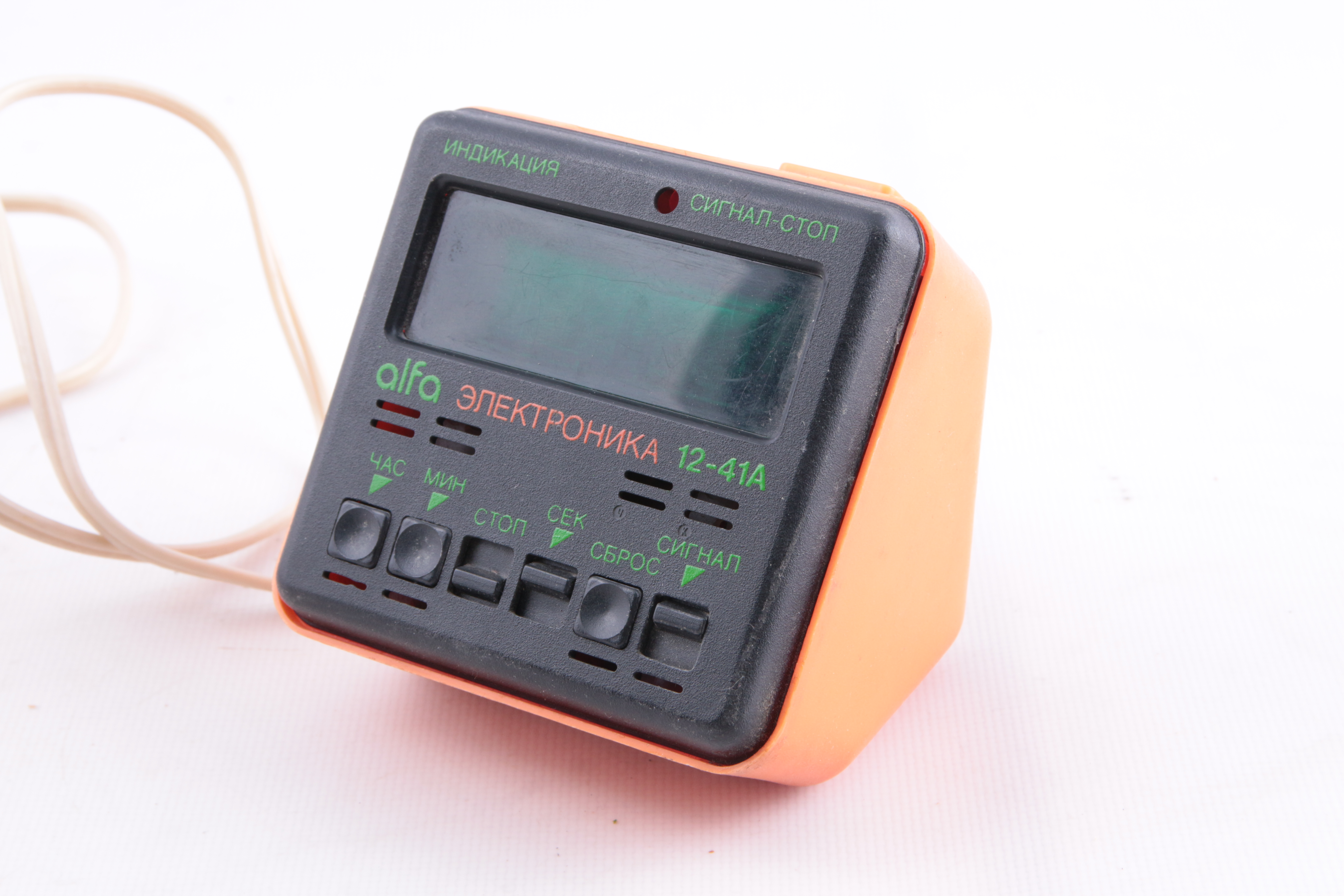
Часы Электроника 12-41А

## Архитектура
В отличие от других советских электронных часов с ВЛИ, в которых применяется либо микросхема К145ИК1901, либо комплект из трёх микросхем К176ИЕ18, К176ИЕ13 и К176ИД2, в «Электронике 12-41А» применена  ИМС типа К1016ХЛ1. Индикатор — вакуумно-люминесцентный, типа ИВЛ2-7/5. Помимо него, в часах имеется дискретный светодиод красного свечения серии АЛ307, который светится, когда включён будильник.
Часы имеют следующие органы управления: два переключателя П2К с фиксацией, один из которых переключает яркость индикатора, другой — включает и выключает будильник, три движковых переключателя ПД9-2, предназначенных для остановки хода часов, включения режима индикации «минуты: секунды», включения режима индикации и установки будильника (причём, третий переключатель имеет приоритет перед вторым), три кнопки без фиксации, контакты которых образованы П-образными пружинами и площадками на плате: увеличение показаний счётчика часов, увеличение показаний счётчика минут, общий сброс (все счётчики устанавливаются в 0).

## Преимущества
- низкая цена на момент выпуска;
- высокая надёжность;
- долговечность (большинство экземпляров не требует даже замены электролитического конденсатора, несмотря на то, что он используется типа К50-6);
- привлекательный внешний вид;
- низкая потребляемая мощность;
- отсутствие заметного нагрева корпуса при работе.

## Недостатки
- ускоренный износ индикатора (коллекционерам рекомендуется всегда держать соответствующий переключатель в положении пониженной яркости) является проблемой практически всех экземпляров. Со временем яркость в центре становится намного меньше, чем по краям.
- требуется усилие для нажатия кнопок и переключения переключателей.
- отсутствие батарейной поддержки хода.

После провала сетевого напряжения (из-за отсутствия батарейной поддержки хода), часто возникали следующие проблемы (устранялись лишь нажатием кнопки общего сброса): изменялась скорость хода (увеличивалась в 2, 4, 8 и более раз или замедлялась в 2, 4, 8 и более раз); один час становился равен 100 минутам, а одни сутки - 100 часам; устанавливалось случайное время (часы и минуты принимали произвольное значение от 00 до 99); срабатывал будильник.

## Варианты внешней отделки
Различные экземпляры часов отличаются друг от друга:
- цветом задней стенки (чаще всего встречается красная);
- наличием или отсутствием стрелок рядом с надписями у некоторых кнопок и переключателей;
- языком обозначений (русский либо латышский, у поздних экземпляров).

## Меры безопасности
В ходе эксплуатации и реставрации часов необходимо соблюдать стандартные меры безопасности при работе с электроустановками под напряжением до 1000 В.

## Советы реставратору
Передняя панель и светофильтр часов быстро загрязняются. Снимите переднюю панель, разберите её, отделив светофильтр (он зажат с усилием, отделять его необходимо аккуратно, чтобы не переломить), накладку, клавиши и движки переключателей, зарисовав их расположение. Промойте все детали, и после тщательной просушки соберите переднюю панель и установите обратно на часы. Они будут выглядеть как новые.

## Фотоснимки
Ниже представлен экземпляр часов с серийным номером 054150, выпущенный в декабре 1987 года.

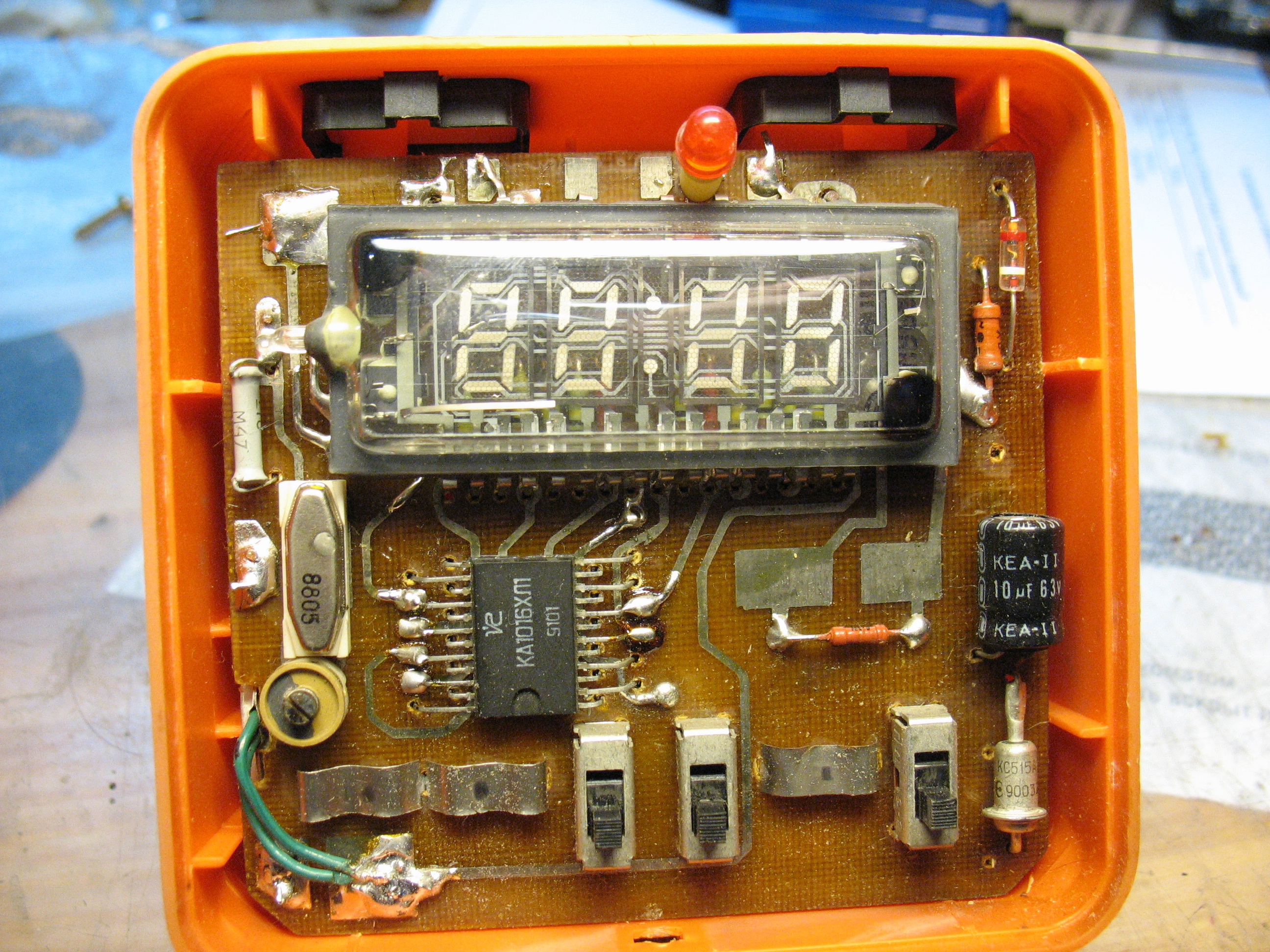
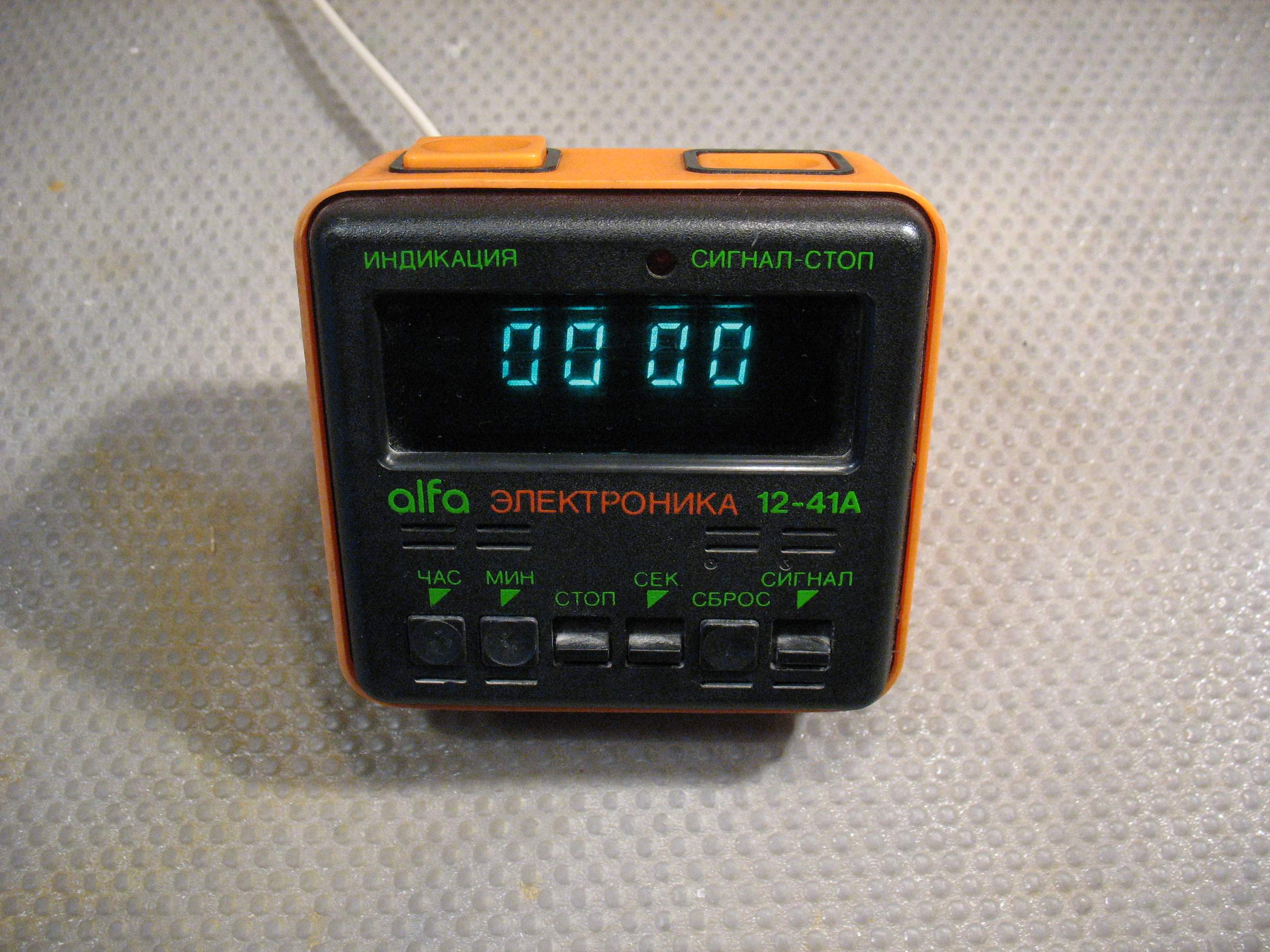

№ 477748 июнь 1990

## Родственные модели

### «Электроника 12-41»
Ранний вариант часов, отличающийся другим расположением органов управления на передней панели, отсутствием переключателя «Стоп». Органы управления имеют овальную форму, что соответствует нормам технической эстетики, принятым в первой половине 1980-х годов. Имеет ещё меньшую цену на момент выпуска — 18 рублей.

### «Электроника 12-41В»
Часы «Электроника 12-41В» отличаются от базовой модели наличием мелодичного будильника на микросхеме серии УМС, изменёнными цветовыми решениями задней стенки и передней панели, другой маркировкой передней панели (с оставленным прежним расположением органов управления), иногда — применением синего светофильтра вместо зелёного.

### «Alton Model 12-41V» и «Alton Model 12-45»
Поздние варианты модели «Электроника 12-41В» производства дочернего предприятия «Альфы» (впоследствии — самостоятельного предприятия) Alton. Первые часы отличаются от обычной «Электроники 12-41В» только обозначением. Во вторых часах переключатель, отвечающий за выбор режима индикации «минуты: секунды», удалён, переключатель останова переставлен на его место, а освободившееся место занял переключатель мелодии. Чем именно вызвана подобная перестановка, неизвестно, однако, вероятнее всего — применением вместо микросхемы серии УМС какой-либо другой, требующей, в отличие от УМС, выбора мелодии переключателем с фиксацией (как в некоторых будильниках марки «Луч»).

### Alton Model 12-42
Часы на микроконтроллере КР1833ВЕ1 (вариант с часовой прошивкой масочного ПЗУ носит название Р57), выполнены в корпусе другой формы

### Alton 12-47
Компактные часы с весьма плотным расположением элементов. Выполнены на микросхеме КА1035ХЛ1.

### «Электроника 01 Квазар»
Часы производства киевского завода «Квазар». Отличаются использованием бескорпусной ИМС типа КБ1016ХЛ1. Известен экземпляр, изготовленный в январе 1996 года.